# 20 All-Time Greatest Hits!
20 All-Time Greatest Hits! é uma coletânea musical de James Brown contendo 20 de suas famosas gravações. Lançado pela Polydor em 1991 com apenas um CD, uma alternativa ao bem mais completo box set Star Time com 4 CDs. Apresenta canções cobrindo as década de 1950, 1960 e 1970. 16 destas canções foram número 1 da parada americana de R&B. O próprio álbum alcançou o número 99 da parada R&B/Hip-Hop Albums após seu lançamento. Em 2003, foi classifico como número 414 na lista da revista Rolling Stone dos 500 melhores álbuns de todos os tempos.

## Lista de faixas
| N.º | Título                                         | Duração |  |
| 1.  | "I Got You (I Feel Good)"                      | 2:47    |  |
| 2.  | "Get Up (I Feel Like Being a) Sex Machine"     | 5:15    |  |
| 3.  | "I Got the Feelin'"                            | 2:38    |  |
| 4.  | "Mother Popcorn, Pt. 1"                        | 3:16    |  |
| 5.  | "Give It Up or Turnit a Loose"                 | 3:11    |  |
| 6.  | "Make It Funky, Pt. 1"                         | 3:15    |  |
| 7.  | "Papa's Got a Brand New Bag, Pt. 1"            | 2:06    |  |
| 8.  | "Think"                                        | 2:45    |  |
| 9.  | "It's a Man's Man's Man's World"               | 2:47    |  |
| 10. | "Try Me"                                       | 2:30    |  |
| 11. | "Night Train"                                  | 3:31    |  |
| 12. | "Cold Sweat, Pt. 1"                            | 2:51    |  |
| 13. | "Get on the Good Foot"                         | 3:35    |  |
| 14. | "Papa Don't Take No Mess, Pt. 1"               | 4:23    |  |
| 15. | "The Payback"                                  | 7:38    |  |
| 16. | "Say It Loud – I'm Black and I'm Proud, Pt. 1" | 2:46    |  |
| 17. | "Super Bad, Pts. 1 & 2"                        | 5:00    |  |
| 18. | "Hot Pants, Pt. 1"                             | 3:07    |  |
| 19. | "Get Up Offa That Thing"                       | 4:10    |  |
| 20. | "Please, Please, Please"                       | 2:44    |  |

## Créditos
Créditos de 20 All-Time Greatest Hits! adaptados do site Allmusic.
- John Bobbit – compositor
- Deanna Brown – compositor
- Deidra Brown – compositor
- James Brown – compositor, vocais
- James Razor Brown – produtor
- Yamma Brown – compositor
- Pee Wee Ellis – compositor
- D. Jenkins – compositor
- David Lindup – compositor
- Bob Marley – compositor
- Mims, Joe – compositor
- Lowman Pauling – compositor
- Fred Wesley – compositor
- Isabelle Wong – design

## Paradas

### Paradas semanais
| Parada (1993)                     | Pico |
| --------------------------------- | ---- |
| US R&B/Hip-Hop Albums (Billboard) | 99   |